# Nexus 7 (2.ª geração)
Nexus 7 de segunda geração, também conhecido como Nexus 7 (2013), é um tablet desenvolvido pelo Google e fabricado pela Asus. É o segundo tablet da série Google Nexus.
Foi lançado em 24 de julho de 2013, durante a conferência de imprensa "Breakfast with Sundar Pichai" da Google, pelo CEO da empresa, Sundar Pichai. Assim como a primeira geração do Nexus 7, o tablet foi desenvolvido em parceria com a Asus. Ele foi lançado simultaneamente com a versão mais recente do Android, a versão Android 4.3 Jelly Bean. Ficou disponível em 26 de julho de 2013 em lojas selecionadas nos Estados Unidos. Em 20 de novembro de 2013, ele ficou disponível pela internet em Hong Kong e na Índia. No mesmo dia, o Nexus Wireless Charger foi disponibilizado nos Estados Unidos e no Canadá. Em dezembro de 2015, o Google lançou o Android 6.0.1 Marshmallow para o dispositivo, que foi a última versão suportada oficialmente para o tablet.

## Especificações
- Tela: Tela de 7,02 polegadas com resolução de 1920x1200 pixels
- Chipset: Qualcomm Snapdragon S4Pro
- CPU: Processador quad-core Krait 300 de 1,51 GHz
- Armazenamento: 16 ou 32 GB
- RAM: 2 GB
- GPU: Adreno 320 quad-core de 400 MHz
- Bateria: 3950 mAh (não removível)